# Ioulieta Boukouvala
Ioulieta Boukouvala; griechisch Ιουλιέτα Μπουκουβάλα, (* 28. August 1983 in Ioannina) ist eine ehemalige griechische Judoka.

## Privates
Boukouvala ist von Beruf öffentliche Angestellte. Sie trat für den Verein Nikiforos Anatolis an und war sechsfache griechische Meisterin, fünf Mal im Halbmittelgewicht und einmal in der offenen Klasse.

## Sportliche Erfolge

### Europameisterschaften
- Juniorenmeisterschaft 2003 in Jerewan Gold
- Juniorenmeisterschaft 2005 in Kiew Gold

- Meisterschaft 2008 in Lissabon fünfter Platz
- Meisterschaft 2009 in Tiflis fünfter Platz
- Meisterschaft 2012 in Tscheljabinsk Silber

### Weltmeisterschaften
- Meisterschaft 2010 in Tokio Bronze

### World Cup
- World Cup Baku 2008 Gold
- World Cup Baku 2010 Gold

### Grand Prix/Slam
- IJF Grand Slam Tournoi de Paris 2009 Gold
- IJF Grand Prix Amsterdam 2011 Gold
- IJF Grand Prix Qingdao 2011 Gold

### Olympische Spiele
- Teilnahme an den Spielen 2004 in Athen
- Teilnahme an den Spielen 2012 in London